# Ioana Pârvulescu
Pour les articles homonymes, voir Pârvulescu.
Œuvres principales
- Alfabetul doamnelor [L'alphabet des dames], 1999
- Întoarcere în Bucureștiul interbelic [Retour dans le Bucarest de l'entre-deux-guerres], 2003
- În intimitatea secolului 19 [Dans l'intimité du 19e siècle], 2005
- Viaţa începe vineri (La vie commence vendredi), 2009

Ioana Pârvulescu, née le 10 janvier 1960 à Brașov, est une femme de lettres roumaine. Elle enseigne la littérature moderne à l'université de Bucarest, où elle a été étudiante au début des années 1980.
Elle a travaillé pour le journal littéraire România Literară, et a traduit des œuvres de Maurice Nadeau, Angelus Silesius et Rainer Maria Rilke. Elle est membre de l'Union des écrivains de Roumanie. Elle a obtenu le Prix de littérature de l'Union européenne en 2013 pour son livre Viaţa începe vineri (La vie commence vendredi).

## Biographie
Née à Braşov en 1960, Ioana Pârvulescu mène des études littéraires à l'université de Bucarest en 1983. 
Depuis 1996, elle enseigne la littérature moderne dans cette même faculté, et publie des ouvrages, essais ou romans depuis le début des années 1990, soit juste après la révolution roumaine qui a mis fin au régime de Nicolae Ceaușescu et à l'isolement du pays. Une thèse, en 1999, Prejudecăţi literare. Opţiuni comode în receptarea literaturii române [Préjugés littéraires. Choix de la facilité dans la perception de la littérature roumaine], lui permet d'être gratifiée d'un doctorat ès lettres. 
Elle assure la coordination d'une collection aux éditions Humanitas et est responsable d'une chronique au journal littéraire Romania literară. Elle est également traductrice de plusieurs auteurs français ou allemand, membre de l’Union des écrivains roumains et membre fondatrice de la Société de littérature comparée en Roumanie. Ces œuvres ont été plusieurs fois primées dont, en 2013, du Prix de littérature de l'Union européenne,.

## Accueil de ses œuvres
Ces livres rencontrent le succès en Roumanie, et certains sont devenus des best-sellers. Comme critique, elle est appréciée pour ses lectures non conventionnelles d'auteurs reconnus. Ses romans utilisent une matière historique, un travail sur les archives et un regard romanesque sur la société et la comédie humaine.

## Publications
- 1990 : Lenevind într-un ochi [Farniente avec un seul œil], poésies, Ed. Eminescu, Bucarest
- 1999 : Alfabetul doamnelor [L'alphabet des dames], critiques littéraires, Ed. Crater, Bucarest
- 1999 : Prejudecăți literare [Préjugés littéraires], théorie et critique littéraire, Ed. Univers, „Excellens”, Bucarest
- 2003 : Întoarcere în Bucureștiul interbelic[5] [Retour dans le Bucarest de l'entre-deux-guerres], essai, Ed. Humanitas, Bucarest[6],[7]
- 2005 : În intimitatea secolului 19 [Dans l'intimité du 19e siècle], roman-document, Ed. Humanitas, Bucarest[8]
- 2006 : De ce te iubesc. Paradoxurile iubirii în poezia lumii [Pourquoi je t'aime. Les paradoxes de l'amour dans les poésies du monde], anthologie, Ed. Humanitas, Bucarest
- 2007 : În țara Miticilor. De șapte ori Caragiale [Au pays des "Mitică". Sept fois Caragiale], Ed. Humanitas, Bucarest[9]
- 2009 : Întoarcere în secolul XXI [Retour au 21e siècle], chroniques, Ed. Humanitas, Bucarest
- 2009 : Despre Noica | Noica inedit [Sur Noica | Noica inédit], en collaboration avec Andrei Pleșu, Dan C. Mihăilescu, Gabriel Liiceanu, Alexandru Dragomir, Andrei Cornea, Bucarest
- 2009 : Viața începe vineri (La vie commence vendredi), roman traduit en français par Marily Le Nir, éd. Le Seuil, coll. Cadre Vert, 2016. Edition originale : Ed. Humanitas, Bucarest[10],[11]
- 2010 : Cartea întrebărilor [Le livre des interrogations], Ed. Humanitas, Bucarest
- 2010 : En collaboration avec alii, sous la coordination de Liviu Papadima, Prima carte cu secret [Premier livre du secret], in Care-i faza cu cititul? [Qu'est-ce tu lis ?], éd. Arthur, 2010, p. 169-179
- 2011 : Lumea ca ziar. A patra putere: Caragiale [Le monde comme un journal. Caragiale, la quatrième puissance], Ed. Humanitas, Bucarest[12]
- 2012 : Viitorul începe luni [L'avenir commence lundi], roman, Ed. Humanitas, Bucarest[13],[14]
- 2012 : Intelectuali la cratiță. Amintiri culinare și 50 de rețete [Des intellectuels aux fourneaux. Souvenirs culinaires et 50 recettes](directrice de publication), Ed. Humanitas, Bucarest[15]
- 2016 : La Vie commence vendredi, Paris, Le Seuil, Odile Serre éditrice, dans la traduction en français de Marily Le Nir.

## Principales traductions
- Angelus Silesius, Călătorul heruvimic / Cherubinischer Wandersmann (édition bilingue, 1999 et 2007).
- Maurice Nadeau, Grâces leur soient rendues, (Să fie binecuvântaţi), portraits de diverses personnalités de la littérature et du monde éditorial, 2002
- Laurent Seksik, Consultaţia (2007).
- Rainer Maria Rilke, Îngerul păzitor (2007).
- René Goscinny et Albert Uderzo, Asterix, viteazul gal (2014), Cosorul de aur (2014), Asterix şi goţii (2014).
- Milan Kundera, Sărbătoarea neînsemnătăţii (2014).

### Webographie
- Ressource relative à l'audiovisuel :   - IMDb
- Notices dans des dictionnaires ou encyclopédies généralistes :   - Deutsche Biographie
  - Dictionnaire universel des créatrices
- Notices d'autorité :   - VIAF
  - ISNI
  - BnF (données)
  - IdRef
  - LCCN
  - GND
  - Italie
  - Pays-Bas
  - Pologne
  - Israël
  - NUKAT
  - Croatie
  - Tchéquie
  - WorldCat
- « Ioana Pârvulescu », sur le site du Prix de littérature de l'Union européenne.
- (ro) « Ioana Pârvulescu », sur le site des éditions Humanitas.